# Académie Andrzej Frycz Modrzewski de Cracovie
L'Académie Andrzej Frycz-Modrzewski de Cracovie ((pl) Krakowska Akademia im. Andrzeja Frycza-Modrzewskiego) est une université privée homologuée par le ministère de l'Éducation nationale polonais et habilitée à délivrer des diplômes universitaires.
Elle est un des deux établissements privés de l'enseignement supérieur en Pologne les plus importants et compte environ 18 000 étudiants.

## Histoire
L’Académie Andrzej Frycz-Modrzewski de Cracovie a été fondée en 2000 par Krakowskie Towarzystwo Edukacyjne sp z o.o. sous le nom d'École supérieure Andrzej Frycz Modrzewski de Cracovie. Elle a été agréée comme établissement d'enseignement supérieur par arrêté du ministre de l'Éducation nationale sous le numéro 141. En 2007, elle est devenue une institution académique, et en 2009 par décision du ministre des Sciences et de l'Enseignement supérieur, elle a changé son nom en « académie », devenant l'Académie Andrzej Frycz-Modrzewski de Cracovie.

## Composition
- Faculté de droit et d'administration Wydział Prawa i Administracji
- Faculté des relations internationales Wydział Stosunków Międzynarodowych
- Faculté des sciences économiques et de gestion Wydział Ekonomii i Zarządzania
- Faculté d'études familiales Wydział Nauk o Rodzinie
- Faculté des sciences politiques et communication sociale Wydział Politologii i Komunikacji społecznej
- Faculté des sciences humaines Wydział Nauk Humanistycznych
- Faculté d'architecture et des beaux-arts Wydział Architektury i Sztuk pięknych
- Faculté de sécurité Wydział Nauk o Bezpieczeństwie
- Faculté de la santé et des sciences médicales Wydział Zdrowia i Nauk Medycznych